# ECHL
Die ECHL (bis Mai 2003 East Coast Hockey League) ist eine professionelle Eishockeyliga, die aus 28 Mannschaften besteht, von denen 26 in den Vereinigten Staaten und zwei in Kanada beheimatet sind. Der Sieger der Play-offs in der ECHL erhält den Kelly Cup, der bis 1997 Riley Cup hieß. Die Liga firmierte bis zum Mai 2003 unter dem Namen East Coast Hockey League, beschränkt sich aber seit der damaligen Übernahme der West Coast Hockey League offiziell auf die abgekürzte Variante.

## Geschichte

### Anfänge (1988–2014)
Die Liga wurde 1988 mit fünf Teams gegründet, den Carolina Thunderbirds (heute die Wheeling Nailers), den Erie Panthers (das Team existiert nicht mehr und spielte zuletzt 2011 als Victoria Salmon Kings), den Johnstown Chiefs, den Knoxville Cherokees (das Team existiert nicht mehr und spielte zuletzt 2005 als Pee Dee Pride), und den Virginia Lancers (das Team existiert nicht mehr und spielte zuletzt 2003 als Lexington Men O’War). Seit dieser Zeit, wuchs die Liga stetig an, bis 2003 die Größe von 31 Teams erreicht worden war. Danach wurde die Liga für die Saison 2004/05 auf 28 Mannschaften reduziert.
Im Jahr 2002 nahm die ECHL die Teams der West Coast Hockey League Alaska, Bakersfield, Fresno, Idaho, Long Beach und San Diego auf und besitzt seitdem zwei Conferences mit jeweils zwei Divisionen. Der offizielle Name wurde danach von East Coast Hockey League zu ECHL geändert. 2004 nahm die ECHL ihre erste kanadische Mannschaft, die Victoria Salmon Kings aus Victoria, British Columbia, auf. Am 1. Februar 2005 wurde bekannt gegeben, dass ein neues Franchise namens Phoenix RoadRunners ab 2005/06 am Ligabetrieb teilnehmen würde. Ferner wurde am 3. Februar 2005 verkündet, dass die Atlantic City Boardwalk Bullies an eine Gesellschaft verkauft wurde, die das Team für die Saison 2005/06 nach Stockton, Kalifornien umsiedelte.
2010 wurde die derzeit aktuelle Gliederung der ECHL eingeführt: die Eastern Conference besteht seither aus den Divisions Atlantic, North und South mit insgesamt 13 Teams, während sich in der Western Conference acht Mannschaften auf die Pacific und Mountain Division verteilen. Durch das Ausscheiden der Victoria Salmon Kings besteht die ECHL seit dem Ende der Saison 2010/11 nur noch aus Teams aus den Vereinigten Staaten. Weitere Änderungen am Teilnehmerfeld folgten in den nächsten Jahren: Chicago Express, die Colorado Eagles, die Orlando Solar Bears und die Fort Wayne Komets kamen hinzu; auch die Trenton Titans und die San Francisco Bulls wurden aufgenommen, verließen die Liga allerdings bereits in der Saison 2013/14 wieder, sodass 21 Mannschaften am Spielbetrieb teilnahmen.

### Umstrukturierungen (seit 2014)
Zur Saison 2014/15 kamen planmäßig die Indy Fuel hinzu. Im Oktober 2014 stellten drei Teams der Central Hockey League (CHL) den Spielbetrieb ein, sodass diese Liga nur noch aus sieben Mannschaften bestand. In der Folge stellte man die CHL komplett ein und übernahm die sieben verbleibenden Mannschaften in die ECHL. Dabei handelte es sich um die Allen Americans, Brampton Beast, Quad City Mallards, Missouri Mavericks, Rapid City Rush, Tulsa Oilers und Wichita Thunder. Somit bestand die Liga in der Saison 2014/15 aus 28 Mannschaften, da die Las Vegas Wranglers pausierten, um eine neue Spielstätte zu finden, was in der Folge allerdings scheiterte.
Diese ungeplante Vergrößerung hatte auch eine Umstrukturierung zufolge, sodass in der Eastern Conference die South, Atlantic und North Division zu North und East Division zusammengelegt. In der Western Conference wurde die Mountain Division in Central Division umbenannt, die nun alle Teams aus der ehemaligen CHL enthält. Für die Playoffs qualifizierten sich nun die besten vier Mannschaften jeder Division. In den ersten beiden Playoff-Runden traten Teams aus der jeweiligen Division gegeneinander an, wobei in der ersten Runde Platz eins gegen Platz drei und Platz zwei gegen Platz vier spielt. Die in der zweiten Runde ermittelten Divisionssieger spielen in der Folge gegen den Sieger der jeweils anderen Division der gleichen Conference, sodass im Finale um den Kelly Cup die beiden Conference-Sieger gegeneinander antreten. Alle Playoff-Spiele werden dabei im best-of-seven-Modus ausgetragen, sodass das Team, das zuerst vier Siege erreicht, in die nächste Runde einzieht.
Bereits nach einer Saison in dieser Konstellation wurde eine weitere größere Veränderung nötig, da die American Hockey League zur Saison 2015/16 ebenfalls umstrukturierte und dabei eine neue Pacific Division einführte. Dies hatte zur Folge, dass mehrere ECHL-Mannschaften die Spielorte und die Liga mit den AHL-Franchises tauschten; im Detail wurden aus den Stockton Thunder die Adirondack Thunder, aus den Bakersfield Condors die Norfolk Admirals und aus den Ontario Reign die Manchester Monarchs. Dies hatte auch eine erneute Veränderung der Divisions-Struktur zur Folge, sodass die ECHL sechs Divisionen in beiden Conferences mit je vier oder fünf Mannschaften etablierte. Für die Playoffs qualifizieren sich nun die jeweiligen Divisions-Ersten sowie die fünf weitere punktbesten Mannschaften jeder Conference. Ferner veränderten sich erneut eine Reihe von Kooperationen zwischen ECHL und AHL bzw. NHL. Von dieser Umstrukturierung abgesehen änderten im Vorfeld der Saison 2015/16 zwei weitere Teams ihren Namen, wobei das Franchise jeweils am gleichen Ort verblieb. Die Greenville Road Warriors firmieren fortan als Greenville Swamp Rabbits, während die Gwinnett Gladiators ihren Namen in Atlanta Gladiators änderten. Mit der Saison 2016/17 kehrte man allerdings bereits zu einem System mit vier Divisionen zurück, wobei sich jeweils die vier besten Mannschaften für die Playoffs qualifizieren.
Während der Saison 2015/16 konnten sich die Evansville IceMen auf keinen neuen Pachtvertrag für ihre Heimspielstätte einigen, sodass das Team nach Jacksonville, Florida umzog und dort als Jacksonville Icemen mit Beginn der Saison 2017/18 am Spielbetrieb teilnimmt. Zur gleichen Zeit stießen auch die Worcester Railers als neues Franchise zur Liga. Zur Spielzeit 2018/19 folgten die Maine Mariners und die Newfoundland Growlers, während die Colorado Eagles in die AHL wechselten und die Quad City Mallards den Spielbetrieb einstellten. Wie den Mallards erging es den Manchester Monarchs im Folgejahr. Im Februar 2021 folgten, im Lichte der COVID-19-Pandemie, die Brampton Beast, während elf weitere Teams ihren Spielbetrieb in der Saison 2020/21 zumindest vorübergehend ruhen ließen. Demgegenüber wurde die Liga mit den Lions de Trois-Rivières und den Iowa Heartlanders zur Spielzeit 2021/22 sowie mit den Savannah Ghost Pirates zur Saison 2022/23 wieder um drei Teams aufgestockt. In der Spielzeit 2023/24 verblieb das Teilnehmerfeld erstmals in der Ligahistorie unverändert, während zur Saison 2024/25 ein am Lake Tahoe beheimatetes Franchise neu aufgenommen werden soll.

## Franchises der Saison 2023/24

### Eastern Conference
| Name                     | Standort                             | Stadion                        | NHL-Partner           | AHL-Partner              |
| Adirondack Thunder       | Glens Falls, New York                | Cool Insuring Arena            | New Jersey Devils     | Utica Comets             |
| Atlanta Gladiators       | Duluth, Georgia                      | Gas South Arena                | Nashville Predators   | Milwaukee Admirals       |
| Florida Everblades       | Estero, Florida                      | Hertz Arena                    | Florida Panthers      | Charlotte Checkers       |
| Greenville Swamp Rabbits | Greenville, South Carolina           | Bon Secours Wellness Arena     | Los Angeles Kings     | Ontario Reign            |
| Jacksonville Icemen      | Jacksonville, Florida                | VyStar Veterans Memorial Arena | Buffalo Sabres        | Rochester Americans      |
| Maine Mariners           | Portland, Maine                      | Cross Insurance Arena          | Boston Bruins         | Providence Bruins        |
| Newfoundland Growlers    | St. John’s, Neufundland und Labrador | Mary Brown’s Centre            | Toronto Maple Leafs   | Toronto Marlies          |
| Norfolk Admirals         | Norfolk, Virginia                    | Norfolk Scope                  | Winnipeg Jets         | Manitoba Moose           |
| Orlando Solar Bears      | Orlando, Florida                     | Amway Center                   | Tampa Bay Lightning   | Syracuse Crunch          |
| Reading Royals           | Reading, Pennsylvania                | Santander Arena                | Philadelphia Flyers   | Lehigh Valley Phantoms   |
| Savannah Ghost Pirates   | Savannah, Georgia                    | Enmarket Arena                 | Vegas Golden Knights  | Henderson Silver Knights |
| South Carolina Stingrays | North Charleston, South Carolina     | North Charleston Coliseum      | Washington Capitals   | Hershey Bears            |
| Lions de Trois-Rivières  | Trois-Rivières, Québec               | Colisée Vidéotron              | Canadiens de Montréal | Rocket de Laval          |
| Worcester Railers        | Worcester, Massachusetts             | DCU Center                     | New York Islanders    | Bridgeport Islanders     |

### Western Conference
| Name                  | Standort                 | Stadion                            | NHL-Partner         | AHL-Partner                    |
| Allen Americans       | Allen, Texas             | Credit Union of Texas Event Center | Ottawa Senators     | Belleville Senators            |
| Cincinnati Cyclones   | Cincinnati, Ohio         | Heritage Bank Center               | New York Rangers    | Hartford Wolf Pack             |
| Fort Wayne Komets     | Fort Wayne, Indiana      | Allen County War Memorial Coliseum | Edmonton Oilers     | Bakersfield Condors            |
| Idaho Steelheads      | Boise, Idaho             | Idaho Central Arena                | Dallas Stars        | Texas Stars                    |
| Indy Fuel             | Indianapolis, Indiana    | Indiana Farmers Coliseum           | Chicago Blackhawks  | Rockford IceHogs               |
| Iowa Heartlanders     | Coralville, Iowa         | Xtream Arena                       | Minnesota Wild      | Iowa Wild                      |
| Kalamazoo Wings       | Kalamazoo, Michigan      | Wings Event Center                 | Vancouver Canucks   | Abbotsford Canucks             |
| Kansas City Mavericks | Independence, Missouri   | Cable Dahmer Arena                 | Seattle Kraken      | Coachella Valley Firebirds     |
| Rapid City Rush       | Rapid City, South Dakota | The Monument                       | Calgary Flames      | Calgary Wranglers              |
| Toledo Walleye        | Toledo, Ohio             | Huntington Center                  | Detroit Red Wings   | Grand Rapids Griffins          |
| Tulsa Oilers          | Tulsa, Oklahoma          | BOK Center                         | Anaheim Ducks       | San Diego Gulls                |
| Utah Grizzlies        | West Valley City, Utah   | Maverik Center                     | Colorado Avalanche  | Colorado Eagles                |
| Wheeling Nailers      | Wheeling, West Virginia  | WesBanco Arena                     | Pittsburgh Penguins | Wilkes-Barre/Scranton Penguins |
| Wichita Thunder       | Wichita, Kansas          | Intrust Bank Arena                 | San Jose Sharks     | San Jose Barracuda             |

## Nicht mehr bestehende Mannschaften
- Alaska Aces (2003–2017, wurden Maine Mariners)
- Arkansas RiverBlades (1999–2003)
- Atlantic City Boardwalk Bullies (2001–2005, wurden Stockton Thunder)
- Augusta Lynx (1998–2008)
- Bakersfield Condors (1995–2015, wurden Norfolk Admirals)
- Baton Rouge Kingfish (1996–2003, wurden Victoria Salmon Kings)
- Birmingham Bulls (1992–2001, wurden Atlantic City Boardwalk Bullies)
- Brampton Beast (2014–2020)
- Carolina Thunderbirds (1988–1989, wurden Winston-Salem Thunderbirds)
- Charlotte Checkers (1993–2010, wechselten in die AHL)
- Chesapeake Icebreakers (1997–1999)
- Chicago Express (2011–2012)
- Colorado Eagles (2011–2018)
- Columbia Inferno (2001–2008)
- Columbus Chill (1991–1999, wurden 2001 Reading Royals)
- Columbus Cottonmouths (2001–2004, wechselten in die SPHL)
- Dayton Bombers (1991–2009)
- Elmira Jackals (2000–2017)
- Erie Panthers (1988–1996, wurden Baton Rouge Kingfish)
- Evansville IceMen (2012–2016, wurden Jacksonville Icemen)
- Florence Pride (2003–2004)
- Fresno Falcons (2003–2008)
- Greensboro Generals (1999–2004)
- Greensboro Monarchs (1989–1995)
- Greenville Grrrowl (1998–2006)
- Greenville Road Warriors (2010–2015, wurden Greenville Swamp Rabbits)
- Gwinnett Gladiators (2003–2015, wurden Atlanta Gladiators)
- Hampton Roads Admirals (1989–2000)
- Huntington Blizzard (1993–2000, wurden 2003 Texas Wildcatters)
- Huntsville Blast (1993–1994, wurden Tallahassee Tiger Sharks)
- Jackson Bandits (1999–2003)
- Jacksonville Lizard Kings (1995–2000)
- Johnstown Chiefs (1988–2010, wurden Greenville Road Warriors)
- Knoxville Cherokees (1988–1997, wurden Pee Dee Pride)
- Las Vegas Wranglers (2003–2015)
- Lexington Men O’War (2002–2003, wurden 2005 Utah Grizzlies)
- Long Beach Ice Dogs (2003–2007)
- Louisiana IceGators (1995–2005)
- Louisville Icehawks (1990–1994, wurden 1995 Jacksonville Lizard Kings)
- Louisville River Frogs (1995–1998, wurden Miami Matadors)
- Macon Whoopee (2001–2002, wurden Lexington Men O’War)
- Manchester Monarchs (2015–2019)
- Miami Matadors (1998–1999, wurden Cincinnati Cyclones)
- Mississippi Sea Wolves (1996–2009, wurden Mississippi Surge)
- Missouri Mavericks (2009–2017, wurden Kansas City Mavericks)
- Mobile Mysticks (1995–2002, wurden 2003 Gwinnett Gladiators)
- Nashville Knights (1989–1996, wurden Pensacola Ice Pilots)
- New Orleans Brass (1997–2002)
- Ontario Reign (2008–2015, wurden Manchester Monarchs)
- Pee Dee Pride (1997–2003, 2004–2005)
- Pensacola Ice Pilots (1996–2008)
- Peoria Rivermen (1996–2005)
- Phoenix RoadRunners (2005–2009)
- Quad City Mallards (2014–2018)
- Raleigh IceCaps (1991–1998, wurden Augusta Lynx)
- Richmond Renegades (1990–2003)
- Roanoke Valley Rampage (1992–1993)
- Roanoke Valley Rebels (1990–1992)
- Roanoke Express (1993–2004)
- San Diego Gulls (2003–2006)
- San Francisco Bulls (2012–2014)
- Stockton Thunder (1992–2015, wurden Adirondack Thunder)
- Tallahassee Tiger Sharks (1994–2001, wurden Macon Whoopee)
- Texas Wildcatters (2003–2008, wurden Ontario Reign)
- Toledo Storm (1991–2007, wurden 2009 Toledo Walleye)
- Trenton Devils (2007–2011, wurden Trenton Titans)
- Trenton Titans (1999–2013, waren zwischenzeitlich als Trenton Devils aktiv)
- Victoria Salmon Kings (2004–2011)
- Virginia Lancers (1988–1990, wurden Roanoke Valley Rebels)
- Wheeling Thunderbirds (1992–1996, wurden Wheeling Nailers)
- Winston-Salem Thunderbirds (1989–1992, wurden Wheeling Thunderbirds)

## Zukünftige Franchises
- Tahoe Knight Monsters
  - Das Franchise aus Stateline im US-Bundesstaat Nevada soll zur Saison 2024/25 den Spielbetrieb aufnehmen.[2]
- Bloomington Bison
  - Das Franchise aus Bloomington im US-Bundesstaat Illinois wurde als Expansionsteam genehmigt und soll ebenfalls zur Spielzeit 2024/25 in der ECHL starten.[3]

## Nicht verwirklichte Franchises
- Atlantic City Admirals
  - Das Franchise sollte 2001 die Hampton Roads Admirals ersetzen. Dies wurde jedoch durch die Umsiedlung der Birmingham Bulls und deren Umbenennung in Atlantic City Boardwalk Bullies verhindert.

- Gulf Coast Swords
  - Das Franchise sollte 2004 den Spielbetrieb aufnehmen. Da sich jedoch der Bau der Lakewood Arena in Bradenton im US-Bundesstaat Florida jahrelang verzögerte, entschied die ECHL im September 2006 das Franchise aufzulösen.

## Auszeichnungen und Trophäen
| Mannschaftstrophäen                       |                                                                                        |            |                                                               |
| Name                                      | Verleihungsgrund                                                                       | Verleihung | Rekordgewinner Anmerkungen                                    |
| Kelly Cup                                 | - Gewinner der Kelly-Cup-Playoffs                                                      | seit 1997  | - Florida Everblades (4)                                      |
| E. A. „Bud“ Gingher Memorial Trophy       | - Bestes Playoff-Team der Eastern Conference - Gewinner des Eastern-Conference-Finales | seit 1998  | - Florida Everblades (7)                                      |
| Bruce Taylor Trophy                       | - Bestes Playoff-Team der Western Conference - Gewinner des Western-Conference-Finales | seit 1998  | - Alaska Aces (4)                                             |
| Henry Brabham Cup                         | - Punktbeste Mannschaft der regulären Saison                                           | seit 1989  | - Alaska Aces (5)                                             |
| Spieler- und Trainertrophäen              |                                                                                        |            |                                                               |
| Name                                      | Verleihungsgrund                                                                       | Verleihung | Rekordgewinner Anmerkungen                                    |
| ECHL Most Valuable Player                 | - Wertvollster Spieler der regulären Saison                                            | seit 1989  | - Chad Costello (3)                                           |
| Kelly Cup Playoffs Most Valuable Player   | - Wertvollster Spieler der Playoffs                                                    | seit 1989  | - Dave Gagnon (2) - Cam Johnson (2) - Nick Vitucci (2)        |
| Nick Vitucci Goaltender of the Year Award | - Bester Torhüter der regulären Saison                                                 | seit 1994  | - Jeff Jakaitis (3)                                           |
| ECHL Defenseman of the Year               | - Bester Verteidiger der regulären Saison                                              | seit 1989  | - Chris Valicevic (4)                                         |
| ECHL Rookie of the Year                   | - Bester Rookie der regulären Saison                                                   | seit 1989  | - Trophäe kann maximal einmal in der Karriere gewonnen werden |
| ECHL Leading Scorer                       | - Bester Scorer der regulären Saison                                                   | seit 1989  | - Chad Costello (3)                                           |
| ECHL Plus Performer Award                 | - Bester Spieler der Plus/Minus-Wertung der regulären Saison                           | seit 2000  | - keine Mehrfachgewinner                                      |
| ECHL Sportsmanship Award                  | - Hoher sportlicher Standard und vorbildliches Verhalten                               | seit 1997  | - Jamie Ling (3) - Zach O’Brien (3)                           |
| John Brophy Award                         | - Bester Trainer der Saison                                                            | seit 1989  | - Bob Ferguson (2)                                            |
| Sonstige Trophäen                         |                                                                                        |            |                                                               |
| Name                                      | Verleihungsgrund                                                                       | Verleihung | Rekordgewinner Anmerkungen                                    |
| ECHL General Manager of the Year Award    | - Bester General Manager der Saison                                                    | seit 2016  | - keine Mehrfachgewinner                                      |

## ECHL All-Star Game
Das erste All-Star Game der East Coast Hockey League fand in der Saison 1992/93 statt. Seither treten, berücksichtigt man das variable Format, gewöhnlich jedes Jahr Spieler der beiden ECHL-Conferences gegeneinander an (mit Ausnahme der Jahre 1997, 1998 und 2011). Die Startformationen der beiden Mannschaften werden von Spielern, Trainern und Offiziellen vor dem All-Star Game mittels Voting gewählt. Als Trainer dienen üblicherweise die Cheftrainer der beiden Mannschaften, die zum Zeitpunkt der Bekanntgebung der beiden All-Star-Mannschaften mit ihren Teams die jeweilige Conference anführen. Wie beim NHL All-Star Game und dem AHL All-Star Classic gibt es auch beim ECHL All-Star Game eine Skill Competition vor dem Spiel.

## Hall of Fame
| Jahr | Name                | Funktion       |
| 2008 | Henry Brabham       | ECHL-Gründer   |
| 2008 | Patrick J. Kelly    | Funktionär     |
| 2008 | Chris Valicevic     | Spieler        |
| 2008 | Nick Vitucci        | Spieler        |
| 2009 | John Brophy         | Trainer        |
| 2009 | Blake Cullen        | Teambesitzer   |
| 2009 | Tom Nemeth          | Spieler        |
| 2009 | Rod Taylor          | Spieler        |
| 2010 | Cam Brown           | Spieler        |
| 2010 | E. A. „Bud“ Gingher | Teambesitzer   |
| 2010 | Olaf Kölzig         | Spieler        |
| 2010 | Darryl Noren        | Spieler        |
| 2011 | Richard Adams       | ECHL-Präsident |
| 2011 | Phil Berger         | Spieler        |
| 2011 | Luke Curtin         | Spieler        |
| 2011 | Joe Ernst           | Schiedsrichter |

| Jahr | Name             | Funktion                      |
| 2012 | Bill Coffey      | Teambesitzer                  |
| 2012 | Sheldon Gorski   | Spieler                       |
| 2012 | John Marks       | Trainer                       |
| 2012 | Dave Seitz       | Spieler                       |
| 2012 | Bob Woods        | Spieler                       |
| 2013 | David Craievich  | Spieler                       |
| 2013 | Marc Magliarditi | Spieler                       |
| 2013 | Steve Poapst     | Spieler                       |
| 2013 | Darren Schwartz  | Spieler                       |
| 2014 | James Edwards    | Funktionär                    |
| 2014 | Wes Goldie       | Spieler                       |
| 2014 | Al MacIsaac      | Spieler, Funktionär & Trainer |
| 2014 | John Spoltore    | Spieler                       |
| 2015 | Darren Colbourne | Spieler                       |
| 2015 | Louis Dumont     | Spieler                       |
| 2015 | Scott Sabatino   | Funktionär                    |
| 2015 | Carl Scheer      | Funktionär                    |

| Jahr | Name              | Funktion        |
| 2016 | Daniel Berthiaume | Spieler         |
| 2016 | Craig Brush       | Funktionär      |
| 2016 | Allan Sirois      | Spieler         |
| 2017 | T. Paul Hendrick  | Funktionär      |
| 2017 | Rick Kowalsky     | Spieler         |
| 2017 | Brad Phillips     | Linienrichter   |
| 2018 | Steve Chapman     | Funktionär      |
| 2018 | Sam Ftorek        | Spieler         |
| 2018 | Jason Saal        | Spieler         |
| 2019 | Jim Bermingham    | Spieler         |
| 2019 | Alex Hicks        | Spieler         |
| 2019 | Rick Judson       | Spieler         |
| 2019 | Brian McKenna     | Funktionär      |
| 2020 | Jared Bednar      | Spieler/Trainer |
| 2020 | Dany Bousquet     | Spieler         |
| 2020 | Derek Clancey     | Spieler         |
| 2020 | Glen Metropolit   | Spieler         |

| Jahr | Name              | Funktion           |
| 2022 | Ray Harris        | Funktionär         |
| 2022 | Brett Marietti    | Spieler            |
| 2022 | Joel Martin       | Spieler            |
| 2022 | Tim Nowak         | Linienrichter      |
| 2023 | Mark Bernard      | Spieler            |
| 2023 | Scott Bertoli     | Spieler            |
| 2023 | Victor Gervais    | Spieler            |
| 2023 | Dana Heinze       | Ausrüstungsmanager |
| 2024 | Scott Burfoot     | Spieler            |
| 2024 | Brad Dexter       | Spieler            |
| 2024 | Jason Fitzsimmons | Spieler/Trainer    |
| 2024 | June M. Kelly     | Funktionärin       |
| 2024 | Shawn Wheeler     | Spieler/Trainer    |
| 2025 | Alexandre Burrows | Spieler            |
| 2025 | Dave Gagnon       | Spieler            |
| 2025 | Jamey Hicks       | Spieler            |
| 2025 | Glen Thornborough | Funktionär         |

Zum 20. Jahrestag der Gründung der ECHL führte die Liga 2008 eine eigene Hall of Fame ähnlich der Hockey Hall of Fame der National Hockey League ein. Die ersten vier Persönlichkeiten wurden im Rahmen des in der Stockton Arena in Stockton im Bundesstaat Kalifornien stattfindenden ECHL All-Star Game der Saison 2007/08 in die Hall of Fame aufgenommen. Zukünftig kann pro Jahr ein Maximum von fünf Persönlichkeiten (davon maximal drei Spieler) in die ECHL Hall of Fame aufgenommen werden.
Das prominenteste Mitglied der Hall of Fame ist seit 2010 der deutsche Torwart Olaf Kölzig.
Im Jahr 2021 fanden aufgrund der COVID-19-Pandemie keine Neuaufnahmen statt.

## ECHL-Logos

ECHL-Logo von 1988 bis 1995
ECHL-Logo von 1995 bis 2003
ECHL-Logo seit 2003
Logo zum zehnten Jubiläum
Logo zum 15. Jubiläum
Logo zum 20. Jubiläum